# 해태중공업
해태중공업(Haitai Heavy Industries)은 해태그룹 계열의 중공업 회사이다.
1952년 설립된 해태중공업은 엄격한 품질관리와 축적된 경험과 기술력을 바탕으로
최고의 금속문화를 추구하여 왔으며 중동, 미국, 유럽 등 세계 각지에 제품을 수출하고
있다. 개방화 시대에 대비하고 시장확장과 21세기를 선도하는 기업으로 성장하기 위하여
사업의 다각화, 국제화 전략을 추진하고 있다. 이를 위해 철도차량 사업을 가시화하면서
사업의 다각화를 모색하고 있으며 관이음쇠 공장을 중국 청도로 이전했다. 국제 경쟁력 배양과
국제화를 추구하고 주철, 주강 제품의 개발에 끊임없이 노력하고 있다.
또한 해태중공업은 국가 기간산업의 발전에 일익을 담담해왔고 21세기 금속 및 중공업계의 명실상부한
선두주자로서의 성장과 그 역할을 다하고자 부단한 연구와 고품질의 제품 개발에 최선을 다하고 있다.
IMF 외환위기로 부도가 나서 2001년에 폐업하였다.

## 연혁
- 1952년: 부산에서 미진공업사 설립
- 1966년 미진금속공업(주)로 사명 변경
- 1970년: 자동주조시설 및 전기로 도입
- 1978년: 창원공장 설립
- 1980년: 부도발생 및 회사정리절차 개시
- 1982년: 창원 제2공장 준공
- 1983년: 해태그룹 계열사 편입
- 1991년: 절연 가스관 이음쇠 개발
- 1997년: 해태중공업(주)로 사명 변경
- 1998년: 철도차량사업을 (주)디자인리미트에 매각
- 2001년: 법인 해체

## 주요 제품
- 관이음쇠
- 자동차부품
- 철도차량

## 역대 임원

### 회장
- 문석종 (1975~1978)

### 대표이사 사장
- 백인수 (1966~1975)
- 오계종 (1975~1980)

### 대표이사 상무
- 하평근 (1995~1998)

### 법정관리인
- 홍기경 (1980~1981)
- 손창선 (1981~1983)
- 유일수 (1983~1995)

## 사업장
- 본사: 경상남도 창원시 양곡동 192-5
- 서울영업소: 서울특별시 마포구 마포동 140번지 다보빌딩 7층
- 청도미진금속유한공사: 중국 청도 지모시 서산전촌